# Pd11
Pd11 – polskie oznaczenie na PKP austriackiego parowozu pospiesznego serii KFNB IIc (kkStB 104) o układzie osi 2B lub 2'B. Parowóz wykorzystywał parę nasyconą i silnik bliźniaczy. Zbudowano 41 lokomotyw tej serii, z czego do 6 mogło pracować na PKP. 

## Produkcja i służba do I wojny światowej
Parowóz został skonstruowany na zamówienie austriackiej Kolei Północnej Cesarza Ferdynanda (KFNB) i oznaczony początkowo jako seria KFNB IIc. Łącznie zbudowano ich 41. Pierwsze 7 sztuk zostało zbudowanych w fabryce Wiener Neustädter Lokomotivfabrik (WNL) w 1884 r. Dopiero po trzech latach kolej KFNB zaczęła zamawiać dalsze lokomotywy, także w innych fabrykach. W 1887 r. 6 lokomotyw zbudowała fabryka Krauss w Linzu, w 1888 r. – 4 lokomotywy Krauss i 6 WNL, w 1889 r. – 6 lokomotyw WNL i wreszcie w latach 1891 i 1893 po 6 lokomotyw zbudowała fabryka w wiedeńskim Floridsdorfie. Ostatnie 6 lokomotyw miało ulepszoną konstrukcję przedniego wózka tocznego, zamiast przestarzałego wózka systemu Campera. Lokomotywy serii IIc nosiły na kolei KFNB numery 184 - 224 oraz, z wyjątkiem sześciu zbudowanych w 1891 roku, nazwy własne. 
Po przejęciu kolei KFNB przez Cesarsko-Królewskie Koleje Państwowe (kkStB) w 1906 roku, zostały one oznaczone jako seria 104 (numery 104.01 do 104.41).
Lokomotywy te używane były na kolei KFNB do prowadzenia pociągów pospiesznych na trasach Wiedeń - Kraków i Wiedeń - Brno. Na trasie do Krakowa o długości 416 km, czas przejazdu wynosił od 8 godzin do 8 godzin 40 minut (prędkość średnia 47,5-51,1 km/h, maksymalna 90 km/h, masa pociągu 185 ton).

## Służba po I wojnie światowej
Po I wojnie światowej austro-węgierskie lokomotywy zostały rozdzielone pomiędzy nowo powstałe państwa. Na PKP trafiło 6 lokomotyw (numery 104.02, 03, 04, 07, 08, 11), dla których przewidziano oznaczenie serii Pd11. Były one już wówczas przestarzałe i nie były używane długo, a według J. Pospichala zostały skasowane jeszcze przed 1927 rokiem, przed nadaniem im polskich numerów. Niektórzy autorzy zagraniczni sugerowali, że miały nosić oznaczenie serii Od14.
Większość - 31 lokomotyw znalazło się w Czechosłowacji, chociaż tylko 19 weszło do eksploatacji na kolejach ČSD, otrzymując oznaczenie jako seria 264.6 (numery 264.601 do 264.619). Służyły one do końca lat 30. Jedna lokomotywa trafiła na koleje rumuńskie CFR, a trzy - do Austrii, skąd jednak w latach 1921-23 zostały przekazane Czechosłowacji

## Opis
Lekki parowóz pospieszny o układzie osi 2B (pierwsze 35 sztuk) lub 2'B (ostatnie 6 sztuk), napędzany dwucylindrowym silnikiem bliźniaczym, na parę nasyconą (2B n2 lub 2'B n2). Kocioł umieszczony nisko, między kołami, z długą i wąską skrzynią ogniową (oś kotła na wysokości 2100 mm).
Ostoja zewnętrzna. Silnik bliźniaczy napędzał pierwszą oś wiązaną za pośrednictwem korb Halla. Z przodu wózek toczny systemu Campera (35 sztuk). Rozrząd Stephensona.
Lokomotywy późnej produkcji miały ściętą ukośnie górną krawędź komina.